# Печуро Сусанна Соломонівна

До арешту, 1950—1951 рік

Сусанна Соломонівна Печуро (22 липня 1933, Москва, РРФСР — 1 січня 2014, Москва, Росія) — радянська дисидентка.
У віці 16 років займалась у літературному гуртку «Зелений шум»[джерело?] і разом з друзями організувала підпільну групу «Союз боротьби за справу революції». Через два роки, в 1951, була заарештована. У справі як обвинувачені проходили 16 школярів і студентів. У лютому 1952 року Військова колегія Верховного суду винесла вирок, за яким троє були розстріляні, ще троє отримали по 10 років таборів, інші, в тому числі Печуро, — 25 років тюрми.
Радянським судом (Военной Коллегией Верховного Суда СССР, рос.) була визнана винною в зраді батьківщині, терористичній діяльності, антирадянській пропаганді та підготовці вбивства заступника голови ради міністрів Радянського Союзу Георгія Маленкова. Згодом також проходила підозрюваною у «справі лікарів». Більшу частину терміну провела у в'язницях міста Інта, Республіка Комі, після смерті Сталіна була переведена до Мордовії, після зменшення терміну ув'язнення була звільнена в 1956 році. (Реабілітована лише 18 липня 1989 пленумом Верховного Суда СССР (рос.).)
Після звільнення закінчила Московський історико-архівний інститут, працювала в інституті Африки. З кінця 1980-х років брала участь у правозахисному русі і входила до складу правління історико-просвітницького та правозахисного товариства. Упродовж багатьох років входила до складу товариства "Меморіал". У 2010 році підписала звернення «Путин должен уйти».
Похована в Москві на Ніколо-Архангельському кладовищі.